# Шухрат Мамаджанов
Шухрат Мамаджанов (тадж. Шӯҳрат Мамадҷонов; нар. 16 березня 1970, Душанбе, Таджицька РСР) — радянський та таджицький футболіст, захисник.

## Життєпис
Народився в Душанбе. Футболом почав займатися з 9-ти років, перший тренер — Степан Костянтинович Бурлачко. У 1982 році Бурлачка запросили в «Хосілот» і він взяв до себе юних гравців, які виступали на першості міста Душанбе.
У березні 1989 року зарахований до дубля «Паміру», з 1990 року — в основі. Вперше зіграв у складі Паміру 20 квітня 1990 року, на виїзді проти волгоградського Ротора. Дебютний матч склався невдало — «Памір» поступився з рахунком 0:1. Загалом у чемпіонатах СРСР — 27 поєдинків.
Після розпаду СРСР вирішив спробувати свої сили за кордоном, у 1992 році перейшов до одеського «Чорноморця», але за український клуб не зіграв жодного офіційного матчу й незабаром повернувся на батьківщину. У першій половині 1990-х, у незалежному чемпіонаті Таджикистану продовжив виступи за «Памір». Одночасно залучався до поодиноких матчів збірної.
З 1995 грав в Узбекистані за «Навбахор», «Темирюлчи» з Коканда, МХСК та «Насаф».
У 2003 році — тренер «Насафа». Потім працював дитячим тренером у Москві (група 1999—2000 років народження).

## Досягнення
«Памір»
- Чемпіонат Таджикистану
  -  Чемпіон (1): 1992

- Кубок Таджикистану
  -  Володар (1): 1992

МХСК
- Суперліга Узбекистану
  -  Чемпіон (1): 1997

## Сім'я
Одружений. Дочка Азіза (1995 року народження) професіонально захоплюється художньою гімнастикою, чемпіонка Азії з художньої гімнастики серед юніорів, син Азамат — гравець футбольної команди «Пахтакор» та молодіжної збірної Узбекистану.